# 北狐牧場
43°45′20.9″N 143°29′51.8″E / 43.755806°N 143.497722°E

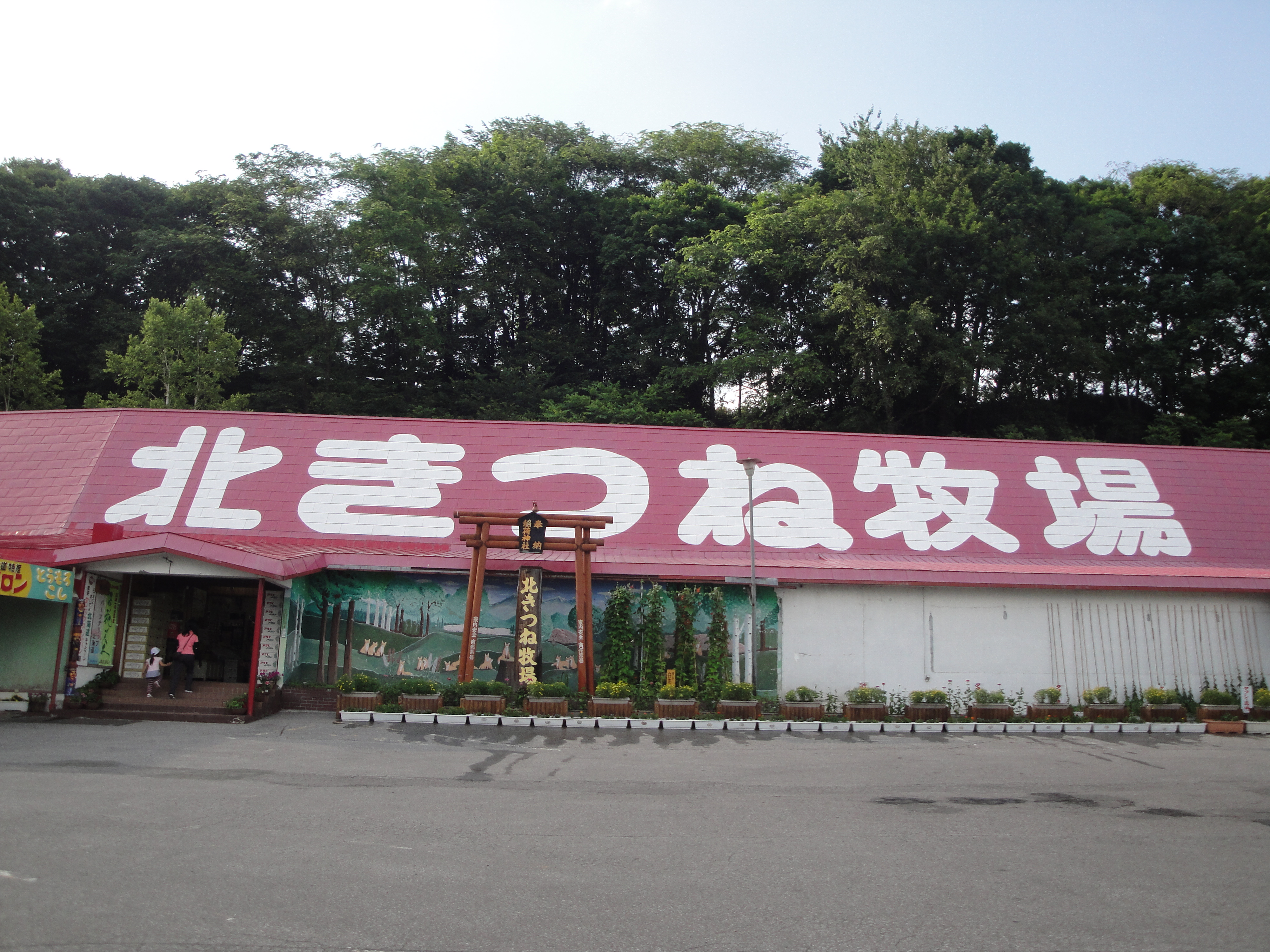
北狐牧場大門

北狐牧場（日语：北きつね牧場）是位於日本北海道北見市留邊蘂町花丘地區的一個以狐為主題的動物園。
由於在北海道有大量野生狐棲息，使得狐成為北海道的觀光特色，因而1983年狐狸公司（株式会社 フォックス）在此開設北狐牧場。
牧場位於溫根湯溫泉旁，總面積60,000平方公尺，週邊以護欄網圍住，約60隻以上的狐狸在園內以野生方式生活，入園旅客可以沿著步道觀察園區內狐狸的生態。
牧場旁還有山之水族館、道之站溫根湯溫泉。
電視劇來自北國特別篇中，也曾在此取景。

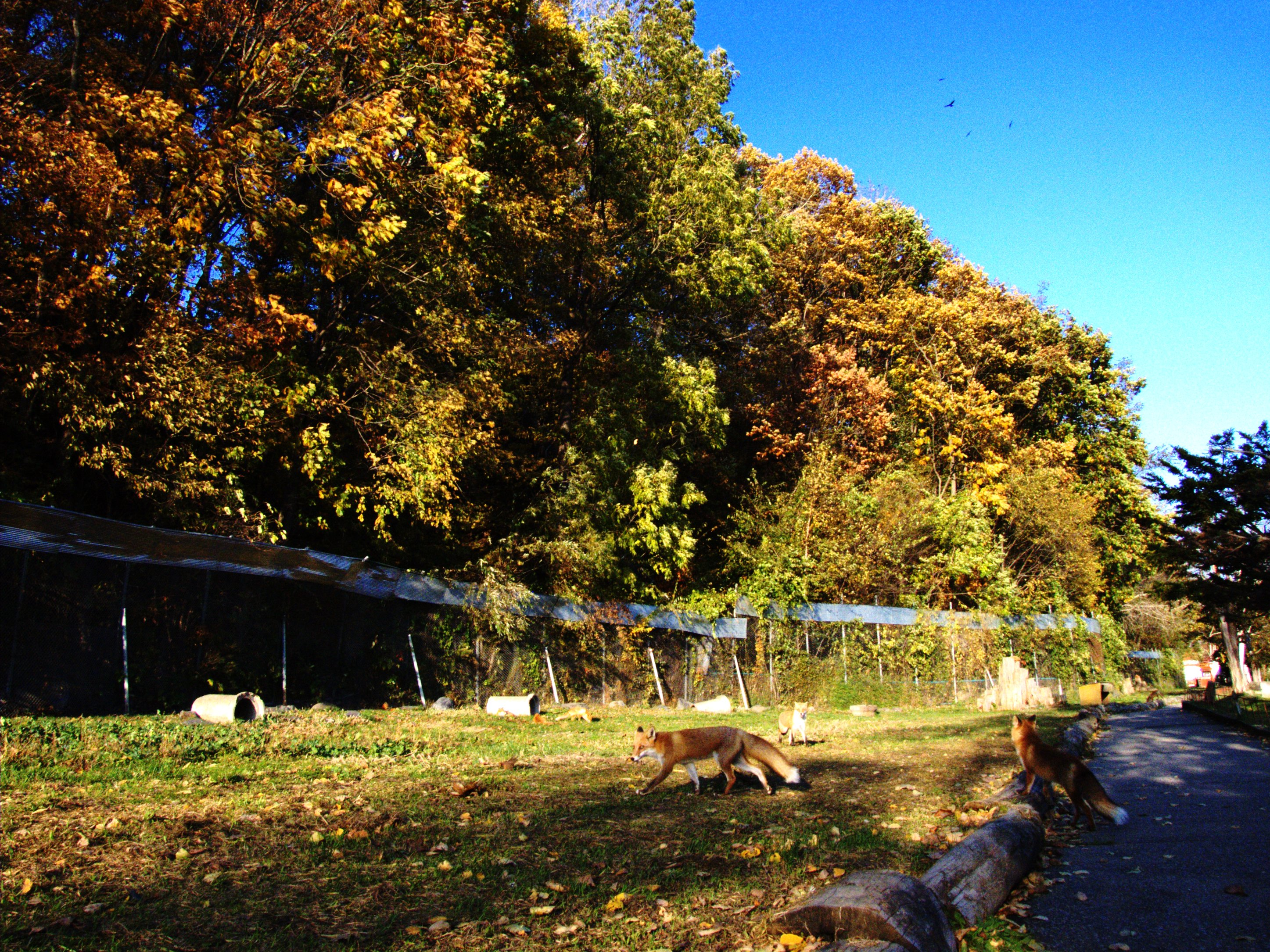
牧場中的狐
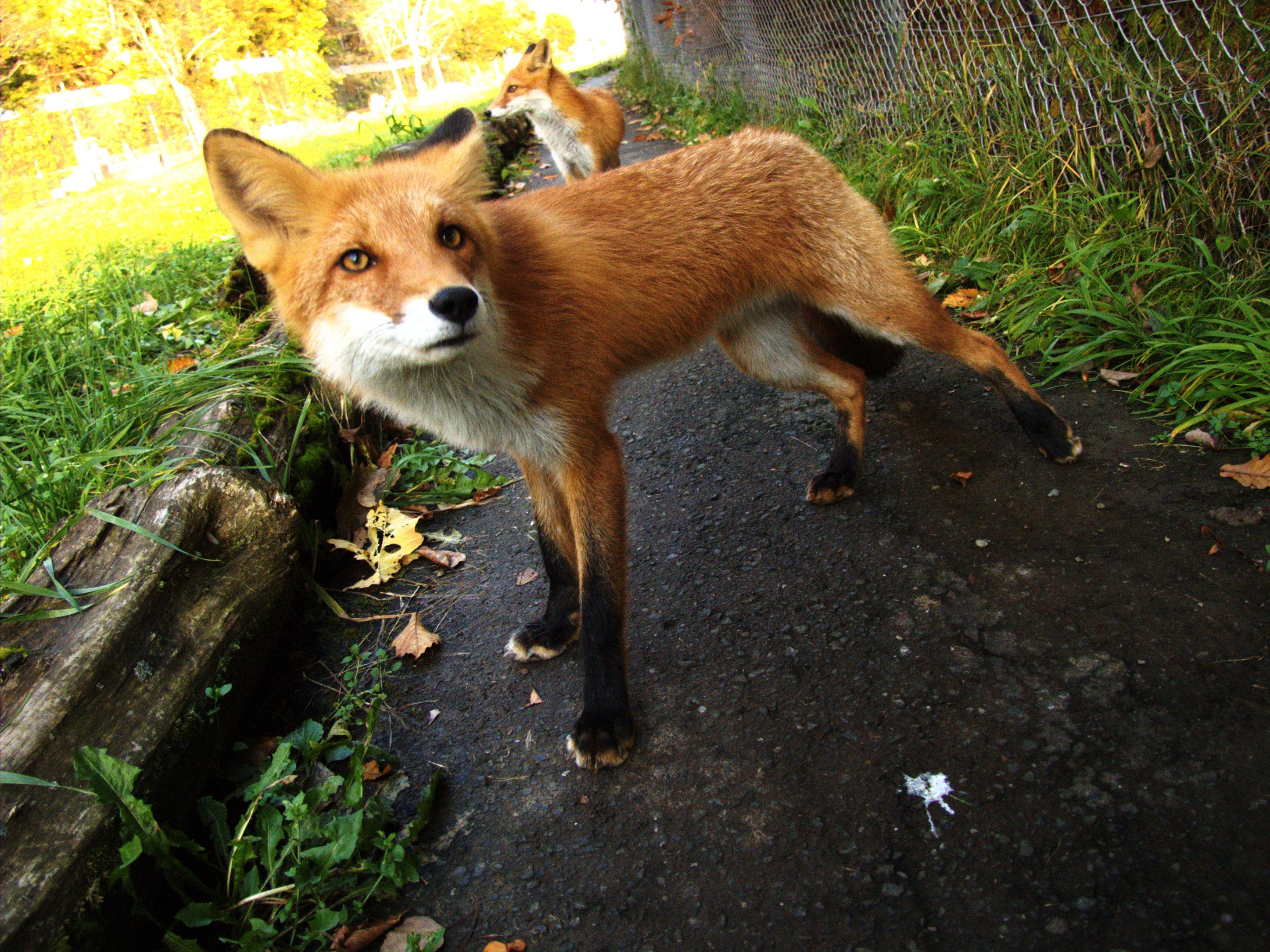
牧場中的狐
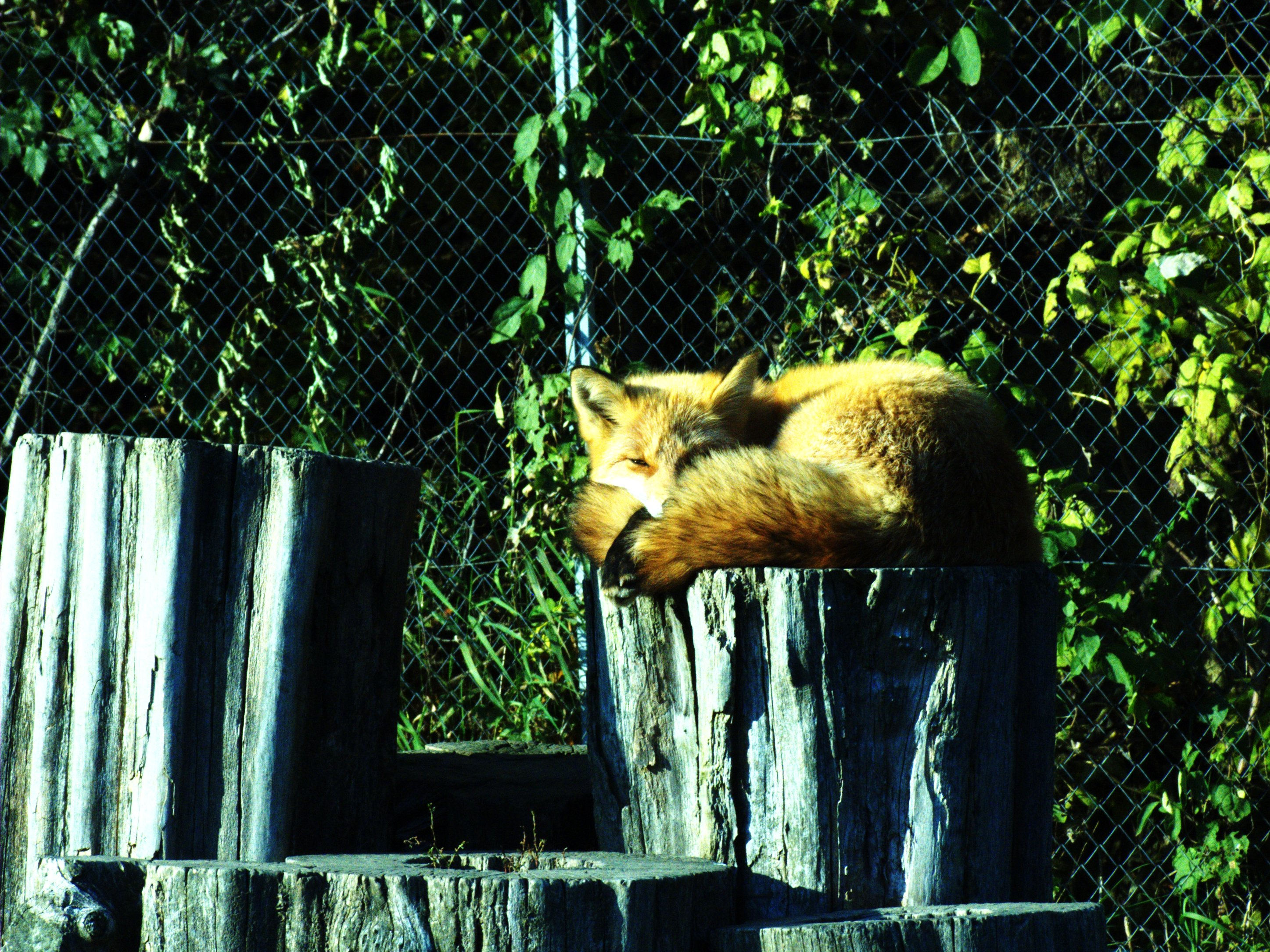
牧場中的狐
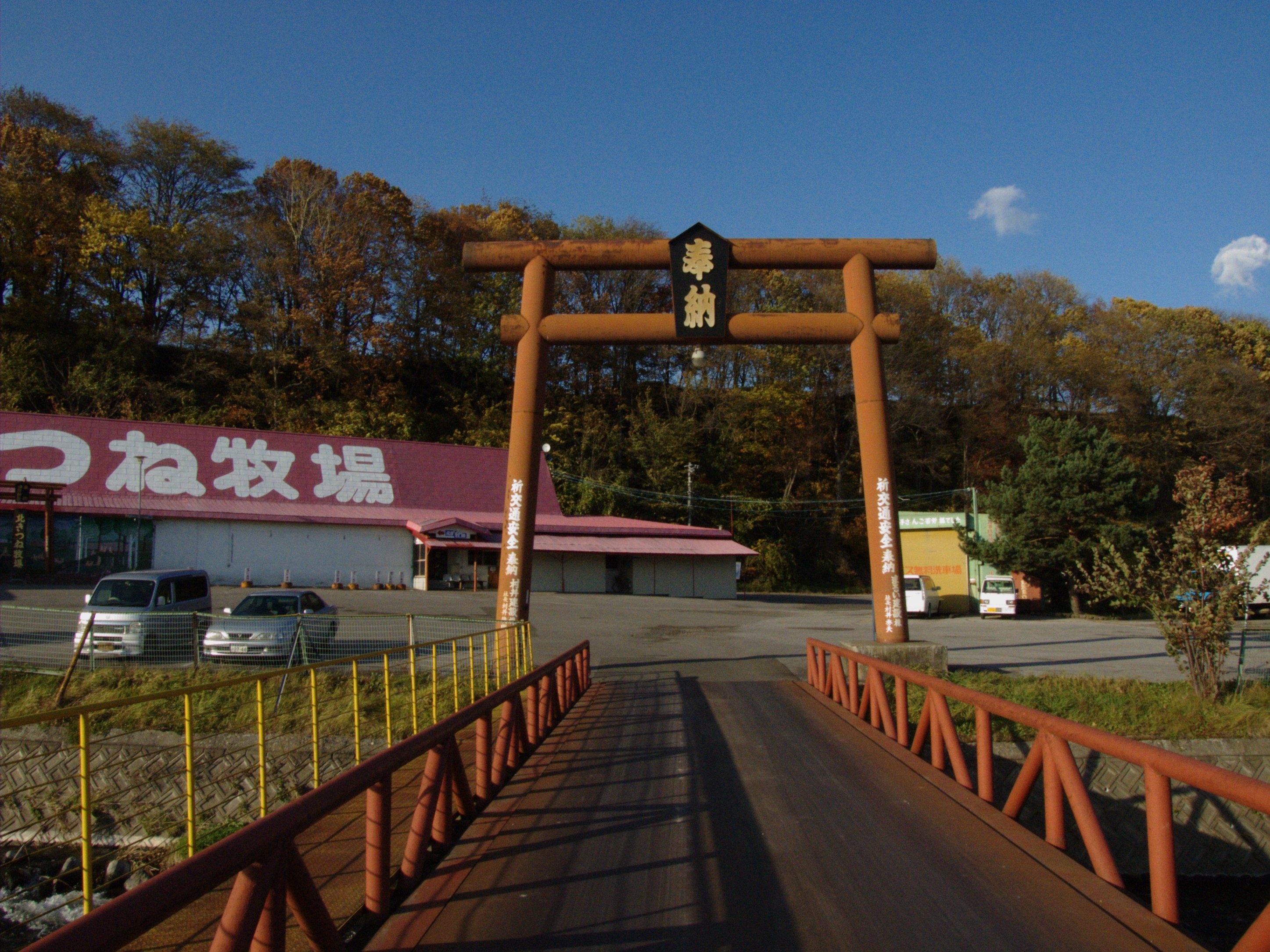
大門外的鳥居

## 外部連結
- （日語） 北狐牧場（页面存档备份，存于）
- （日語） 北狐牧場的Facebook專頁